# Тьерри, Амеде
Амеде Тьерри, полное имя Амеде́ Симо́н Домини́к Тьерри́ (фр. Amédée Simon Dominique Thierry; 2 августа 1797 года, Блуа — 27 марта 1873 года, Париж) — французский журналист и историк; младший брат Огюстена Тьерри.

## Биография
В 1829 году был назначен профессором истории в Безансон, но скоро уволен за «крайние идеи». Как и его знаменитый старший брат Огюстен, Амеде принадлежал к демократической партии; с восторгом приветствовал революцию 1830 г., вступил в ряды новой администрации, был несколько лет префектом в департаменте Верхней Соны и деятельно вводил реформы; продолжал службу в Париже при государственном совете (с 1838 г.), в 1841 г. был избран в Академию моральных и политических наук; в 1860 г. назначен сенатором.

## Творчество
Исторические взгляды и приемы научной работы слагались у Тьерри под влиянием идей его брата; он обнаружил несомненный талант историка-рассказчика «колориста» и оставил ряд интересных и для его времени ценных трудов по римской и французской истории. Но у него не было ни того выдающегося дарования исследователя, ни тех колоссальных знаний, ни того подвижнического энтузиазма в труде, оригинальности концепции и изложения, какие поставили его брата в первые ряды великих деятелей исторической науки.
Главной задачей Тьерри было исследование происхождения общественного строя французского народа, характеристика культуры тех рас, из которых образовалась французская нация, изучение римского завоевания Галлии и его последствий. Два главные его сочинения:
- «Histoire des Gaulois jusqu’à la domination romaine» (Париж, 1828; 7 изд., 1877) и
- «Histoire de la Gaule sous l’administration romaine» (1840—47)

заслужили почетное место в историографии вопроса о началах французской национальной цивилизации. Автор обстоятельно рассматривает в них влияние кельтской и римской стихий в процессе сложения древней Франции.
- «Tableau de l’empire romain» (1862) — составляет переделанное введение к «Histoire de la Gaule sous l’administration romaine». С замечательной яркостью и смелостью истолковывается здесь положительная культурная роль, выполненная Римской империей во всемирной истории, притом в такое время, когда империю большинство историков продолжало ещё трактовать в духе Монтескьё, как эпоху безусловного упадка.

Преимущественно «нравоописательные», картинно, живо и правдиво написанные культурно-исторические очерки:
- «Récits de l’histoire romaine au V siècle» (1860);
- «Nouveaux récits de l’histoire romaine au V s.» (1864);
- «Derniers temps de l’empire d’Occident» (1860);
- «Histoire d’Attila et de ses successeurs» (1864; 6 изд., 1876);
- «Alaric» (1864);
- «St. Jérome, la société chretienne à Rome et l’émigration romaine en terre Sainte» (1867);
- «Saint Jean Chrysostome et l’impératrice Eudoxie» (1872);
- «Nestorius et Eutychès» (1878).

## Переводы на русский язык
- Рассказы римской истории пятого века : Последнее время Западной империи / Пер. с фр. А. Клеванов. — Москва : Унив. тип., 1861. — [2], XX, 478, IV с.
- Несторий и Евтихий, ересиархи V века / Соч. Амедея Тьерри, чл. Фр. ин-та, доп. и перераб. заслуж. проф. Киев. духов. акад. Д. Поспеховым. Вып. 1-2. — Киев : тип. Г.Т. Корчак-Новицкого, 1880-1883. — 2 т.
- Св. Иоанн Златоуст и императрица Евдоксия : Христианское общество Востока / Пер. с фр. [Л. Поливанов]. — Москва : Л. Поливанов, 1884. — 447 с.
- Римское общество в век бл. Иеронима : (A. Thierry. Saint Jérome. Paris, 1867. Livre primier, pp. 1-22) : [Перевод]. — Чернигов : тип. Губ. правл., 1912. — 12 с.